# ブライト・サイド・オブ・ザ・ロード
「ブライト・サイド・オブ・ザ・ロード」（Bright Side of the Road）は、ヴァン・モリソンが1979年に作詞作曲し発表した楽曲。

## 概要
「暗い路地の行き止まりから／道の明るく照らされたところへ／僕らはそこでもう一度恋人同士になろう」。この冒頭の歌詞は不倫を歌ったジェイムス・カーの「ダーク・エンド・オブ・ザ・ストリート」から取られている。モリソンの伝記『Celtic Crossroads: The Art of Van Morrison』（1997年）を書いたブライアン・ヒントンも、本作品はカーの曲への返歌だと述べている。
録音はカリフォルニア州サウサリートのレコード・プラント・スタジオで行われた。印象的な女性コーラスは、デュオ「マック&ケイティ・キスーン」の一員して活動していたケイティ・キスーンが務めている。
1979年8月発売のアルバム『イントゥ・ザ・ミュージック』に収録され、9月にシングルカットされた。イギリスでは63位、オランダでは48位を記録した。
ライブ・バージョンは2006年のライブ・アルバム『Live at Austin City Limits Festival』に収録されている。
ジョン・トラボルタ主演の『マイケル』（1996年）やコリン・ファース主演の『ぼくのプレミアライフ』（1997年）などの映画で使用された。
2009年1月20日に行われたバラク・オバマ大統領就任式の祝賀コンサートでシャキーラが本作品を歌った。